# 구글 데이터 센터

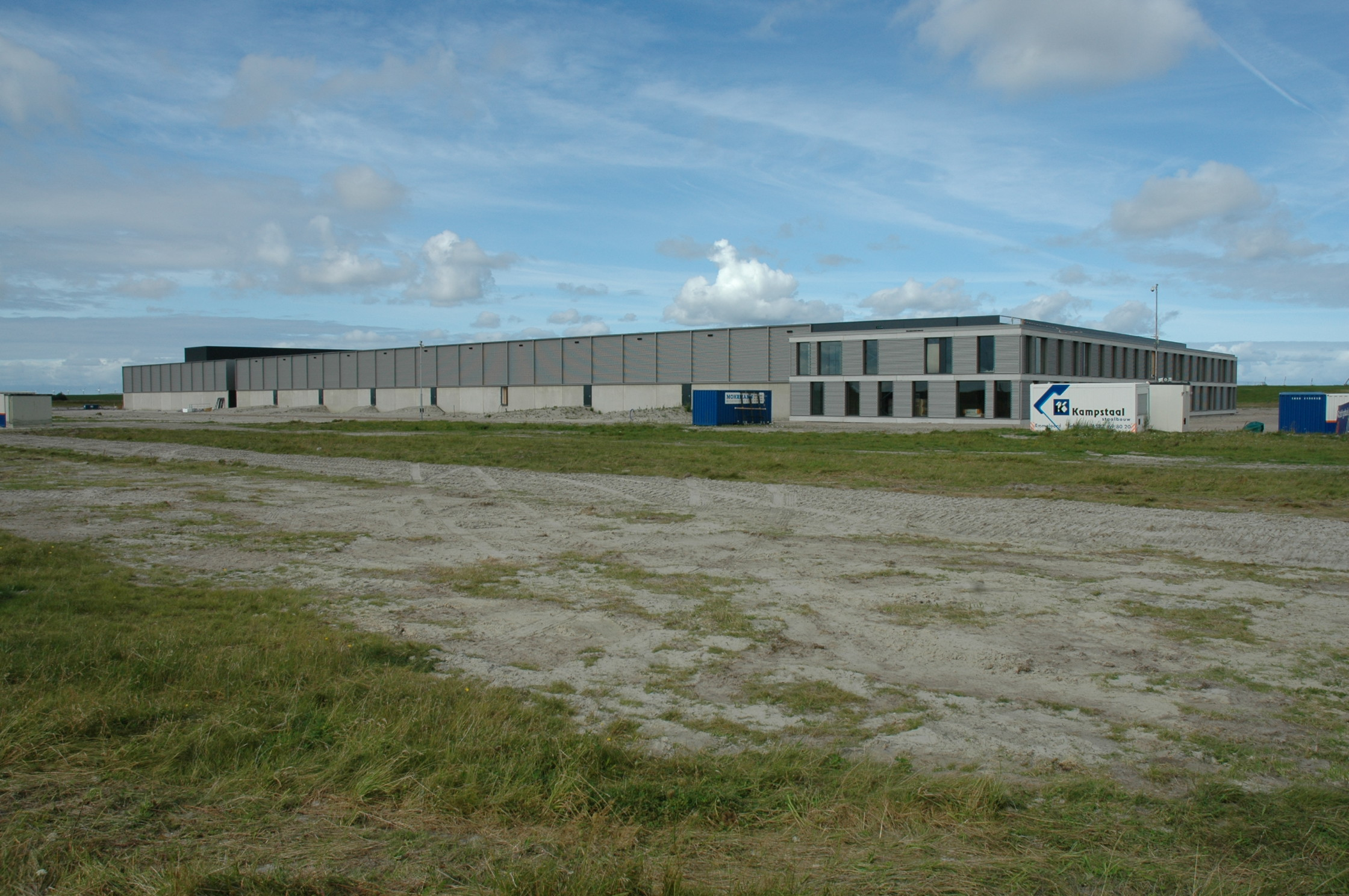
네덜란드 에임스하픈(Eemshaven)의 전 구글 데이터 센터

구글 데이터 센터(Google Data Centers)는 구글이 자사 서비스를 제공하기 위해 사용하는 대형 데이터 센터 시설로서, 대형 드라이브, 랙에 배치된 컴퓨터 노드, 내부 및 외부 네트워킹, 환경 제어(주로 냉각 및 습기 제거), 운영 소프트웨어(특히 부하분산과 장애 허용 문제)를 포함한다.
구글 데이터 센터에 얼마나 많은 서버가 있는지에 관한 공식 데이터는 존재하지 않으나 가트너는 2016년 7월 보고서에서 당시 구글의 서버 수가 250만 대에 이를 것으로 추산하였다. 이 수치는 회사가 하드웨어의 용적을 확대하고 리프레시할 때 변화한다.

## 위치

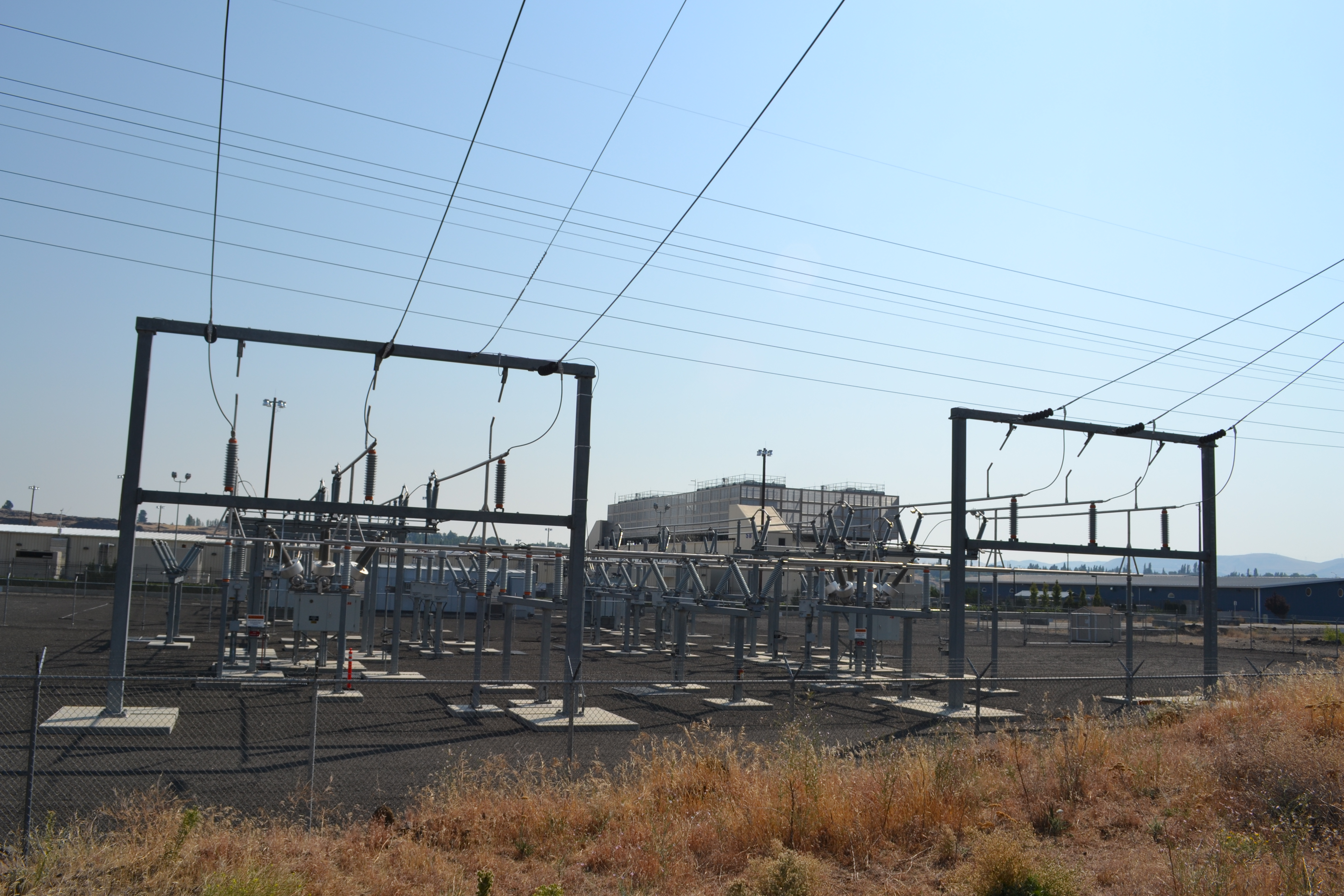
오리건주 더 댈러스의 구글 데이터 센터

구글의 다양한 대륙별 데이터 센터 위치는 다음과 같다:
북아메리카:
1. 버클리군 (사우스캐롤라이나주) (북위 33° 03′ 50.8″ 서경 80° 02′ 36.1″ / 북위 33.064111°  서경 80.043361° ) — 2007년부터 운영, 2013년 확장, 150명 직원
2. 카운실블러프스 (북위 41° 13′ 17.7″ 서경 95° 51′ 49.92″ / 북위 41.221583°  서경 95.8638667° ) — 2007년 발표, 2009년 1단계 완료, 2013년 및 2014년 확장, 130명 직원
3. 더글러스군 (조지아주) (북위 33° 44′ 59.04″ 서경 84° 35′ 5.33″ / 북위 33.7497333°  서경 84.5848139° ) — 2003년부터 운영, 350명 직원
4. 브리지포트, 잭슨군 (앨라배마주) (북위 34° 54′ 48.4″ 서경 85° 44′ 53.1″ / 북위 34.913444°  서경 85.748083° )[3][4]
5. 르노어 (북위 35° 53′ 54.78″ 서경 81° 32′ 50.58″ / 북위 35.8985500°  서경 81.5473833° ) — 2007년 발표, 2009년 완료, 110명 이상 직원
6. 몽고메리군 (테네시주) (북위 36° 37′ 37.7″ 서경 87° 15′ 27.7″ / 북위 36.627139°  서경 87.257694° ) — 2015년 발표
7. 미드아메리카 인더스트리얼 파크의 메이스군 (북위 36° 14′ 28.1″ 서경 95° 19′ 48.22″ / 북위 36.241139°  서경 95.3300611° ) — 2007년 발표, 2012년 확장, 400명 이상 직원[5]
8. 더 댈러스 (북위 45° 37′ 57.04″ 서경 121° 12′ 8.16″ / 북위 45.6325111°  서경 121.2022667° ) — 2006년부터 운영, 80명 정직원
9. 헨더슨 (네바다주)[6]
10. 리노 (네바다주) — 2018년 발표 : 2017년 Tahoe Reno Industrial Center에서 1,210에이커의 토지 구매[7] 2018년 11월 네바다주의 프로젝트 승인[8][9]

남아메리카:
1. 킬리쿠라 (남위 33° 21′ 30.5″ 서경 70° 41′ 50.4″ / 남위 33.358472°  서경 70.697333° ) — 2012년 발표, 2015년부터 온라인, 최대 20명 예측. 킬리쿠라의 용적 증대를 위한 100만 투자 계획이 2018년 발표됨.[10]
2. 세리요스 - 2020년을 위해 발표[11]
3. 콜로니아 니콜리치, 우루과이 - 2019년 발표[12][13][14]

유럽:
1. 생길랭, 벨기에 (북위 50° 28′ 09.6″ 동경 3° 51′ 55.7″ / 북위 50.469333°  동경 3.865472° ) — 2007년 발표, 2010년 완료, 12명 직원
2. 하미나, 핀란드 (북위 60° 32′ 11.68″ 동경 27° 7′ 1.21″ / 북위 60.5365778°  동경 27.1170028° ) — 2009년 발표, 1단계 2011년 완료, 2012년 확장, 90명 직원
3. 더블린 (북위 53° 19′ 12.39″ 서경 6° 26′ 31.43″ / 북위 53.3201083°  서경 6.4420639° ) — 2011년 발표, 2012년 완료, 150명 직원[15]
4. 에임스하픈, 네덜란드 (북위 53° 25′ 32″ 동경 6° 51′ 34″ / 북위 53.425659°  동경 6.8593522° ) — 2014년 발표, 2016년 완료, 200명 직원
5. 아그리포트, 네덜란드 - 2019년 발표[16]
6. 프레데리시아, 덴마크 — 2018년 발표, 2021년 완료 예정[17]
7. 취리히, 스위스 - 2018년 발표, 2019년 완료[18]
8. 바르샤바, 폴란드 - 2019년 발표, 2021년 완료 예정[19]

아시아:
1. 주롱웨스트, 싱가포르 (북위 1° 21′ 04.8″ 동경 103° 42′ 35.2″ / 북위 1.351333°  동경 103.709778° ) — 2011년 발표, 2013년 완료
2. 장화현, 중화민국 (북위 24° 08′ 18.6″ 동경 120° 25′ 32.6″ / 북위 24.138500°  동경 120.425722° ) — 2011년 발표, 2013년 완료, 60명 직원
3. 인도 뭄바이 — 2017년 발표, 2019년 완료[20]
4. 타이난시, 타이완 — 2019년 9월 발표[21][22][23]
5. 윈린현, 타이완 — 2020년 9월 발표[24]

## 참고 자료
- L.A. Barroso; J. Dean; U. Hölzle (March–April 2002). “Web search for a planet: The Google cluster architecture” (PDF). 《IEEE Micro》 23 (2): 22–28. doi:10.1109/MM.2003.1196112.
- Shankland, Stephen, CNET news "Google uncloaks once-secret server 보관됨 2014-07-16 - 웨이백 머신." April 1, 2009.